# Crnaja (Cazin)
Crnaja falu Bosznia-Hercegovinában, a Bosznia-hercegovinai Föderáció Una-Szanai kantonjában.

## Fekvése
Bosznia-Hercegovina északnyugati részén, Bihácstól légvonalban 25, közúton 33 km-re északra, Cazintól légvonalban 13, közúton 17 km-re északnyugatra, a Crnaja és Platnica-patakok völgyei közötti, erdőkkel tarkított dombvidéken, a Cazinból Šturlić felé vezető út mentén fekszik. Házai a dombhátakon vezető utak mentén, szétszórtan helyezkednek el.

## Népessége
| Nemzetiségi csoport | Népesség 1991 | Népesség 2013 |
| ------------------- | ------------- | ------------- |
| Szerb               | 28            | 0             |
| Bosnyák             | 357           | 355           |
| Horvát              | 1             | 1             |
| Jugoszláv           | 3             | 0             |
| Egyéb               | 0             | 5             |
| Összesen            | 389           | 361           |

## Története
A falu muszlim közössége a tržaci gyülekezethez tartozik.